# Segura de Toro
Pour les articles homonymes, voir Segura (homonymie).
Segura de Toro est une commune de la province de Cáceres dans la communauté autonome d'Estrémadure en Espagne.

## Géographie
Segura de Toro est située sur les flancs des montagnes de Tras la Sierra. Le territoire de la commune est traversé par plusieurs ruisseaux, dont le principal est la Garganta Ancha. Son climat est typiquement méditerranée et la pluviosité annuelle est de 986,4 mm/m2[réf. nécessaire].

## Histoire
Des vestiges indiquent une origine celtique[réf. nécessaire].